# Primer festival internacional de la canción popular
Primer festival internacional de la canción popular es un álbum en directo de música folclórica de varios intérpretes, lanzado por el sello discográfico chileno DICAP en 1973. Entre los músicos figuran los chilenos Isabel Parra, Tito Fernández, Inti-Illimani, Quilapayún y Aparcoa, así como el uruguayo Alfredo Zitarrosa, el argentino César Isella y los finlandeses Agit-Prop.

## Lista de canciones[4]
| N.º   | Título                               | Intérprete        | Duración |  |
| 1.    | «Obertura»                           |                   |          |  |
| 2.    | «Que se vayan del canal»             | Aparcoa           |          |  |
| 3.    | «Guantanamera»                       | Rolando Ojeda     |          |  |
| 4.    | «Dónde está la paz»                  | Marcelo           |          |  |
| 5.    | «Cuando sea grande»                  | Tito Fernández    |          |  |
| 6.    | «Chamarrita de los milicos»          | Alfredo Zitarrosa |          |  |
| 7.    | «En esta tierra que tanto quiero»    | Isabel Parra      |          |  |
| 8.    | «Cueca de la CUT» (de Por la CUT)    | Inti-Illimani     |          |  |
| 9.    | «A un ave»                           | Flora Margarita   |          |  |
| 10.   | «Paz, amistad, solidaridad»          | Agit-Prop         |          |  |
| 11.   | «Soneto 93»                          | César Isella      |          |  |
| 12.   | «El pueblo unido jamás será vencido» | Quilapayún        |          |  |
| 13.   | «Las ollitas»                        | Quilapayún        |          |  |
| 45:23 |                                      |                   |          |  |

## Créditos
Inti-Illimani
- Jorge Coulón: voz, guitarra
- Horacio Salinas: guitarra, voz
- Max Berrú: voz, bombo
- José Miguel Camus: pandero, voz
- José Seves: voz, guitarra